# Liste des commanderies templières dans la Communauté valencienne
Cette liste recense les anciennes commanderies et maisons de l'Ordre du Temple dans l'actuelle communauté valencienne en Espagne.

## Histoire
Cette communauté autonome correspond à l'ancien royaume de Valence fondé en 1238 par Jacques Ier d'Aragon et dont la conquête fut achevée en 1296. En 1294, les templiers échangèrent la ville de Tortosa qu'ils possédaient en Catalogne contre des châteaux dans ce royaume, notamment Peñíscola. À la suite du procès de l'ordre du Temple et contrairement à ce qui s'est produit pour la plupart des biens appartenant aux Templiers, ceux du royaume de Valence furent confiés à l'ordre de Montesa y compris les biens appartenant aux hospitaliers.

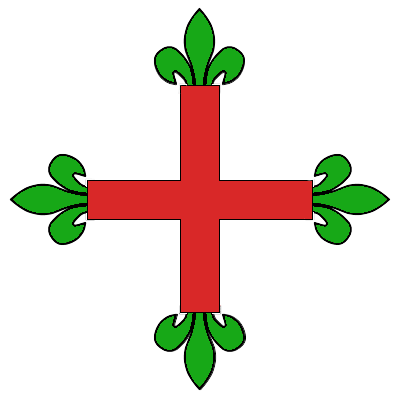
l’emblème de l’ordre de Montesa

## Commanderies
| Commanderie      | Ville actuelle (ou à proximité) | Observations |
| ---------------- | ------------------------------- | ------------ |
| Alcalà de Xivert | Alcalà de Xivert                | [ 3 ]        |
| Burriana         | Burriana                        | [ 3 ]        |
| Valence          | Valence                         | [ 3 ]        |

| Localisation dans la Communauté valencienne (Liens vers les articles correspondants) |
| ------------------------------------------------------------------------------------ |
| \| Cat. Aragon Castille- La Manche Murcie Burriana Xivert Valence \|                 |
| Cat. Aragon Castille- La Manche Murcie Burriana Xivert Valence                       |

## Autres biens
- Château d'Ares, ainsi que les terres d'Ares del Maestrat[4]
- Château de Coves, Cuevas de Vinromá[4]
- Château de Culla, et les terres de Culla qui en dépendaient[4],[5]
- Montcada et les villages alentour, rattachés à la commanderie de Valence[4]
- Château de Peñíscola[4] qui devint le siège d'une commanderie produisant du sel mais dont l'existence fut éphémère (après 1294 - 1307)
- Château de Xivert[4]